# Блэк-Рок (пустыня)
Блэк-Рок (англ. Black Rock Desert) — пустыня на северо-западе штата Невада в США. Площадь пустыни составляет 2600 км² при длине 110 км и ширине 32 км. Часть бессточного Большого Бассейна. Знаменита проведением фестиваля Burning man.
Пустыня является частью высохшего доисторического озера Лаонтан, которое существовало 18-7 тыс. лет до н. э. во время последнего ледникового периода. При максимальном заполнении озера около 12,7 тыс. лет назад, пустыня находилась на глубине 150 м. В настоящее время является регионом стока рек Куинн (англ. Quinn River), воды которой иногда покрывают пустыню слоем в несколько сантиметров, и её притока Кингз  (англ. Kings River).
К юго-западу от пустыни Блэк-Рок и к северу от озера Пирамид лежит пустыня Смок-Крик. Пустыня Блэк-Рок является местным центром добычи гипса. Сухая поверхность дна озера в южной части служила полигоном для установки нескольких рекордов скорости на автомобиле.
С 1986 года в пустыне проводится ежегодный фестиваль Burning Man, который привлекает несколько десятков тысяч людей в безлюдные районы пустыни.
В западной части расположен искусственный гейзер Флай.